# Károly Sándor
Károly Sándor (Seghedino, 26 novembre 1928 – Budapest, 10 settembre 2014) è stato un calciatore ungherese, di ruolo attaccante.

## Carriera
Famoso per il suo segnare spesso da posizioni impossibili, Sandor giocò per quasi tutta la carriera nel MTK Budapest, con cui fu per tre volte campione d'Ungheria (1951, 1953, 1958). Prese parte ai Mondiali del 1958 e del 1962.

## Palmarès

### Club

#### Competizioni nazionali
- Campionato ungherese: 3

MTK: 1951, 1953, 1957-1958
- Coppa d'Ungheria: 1

MTK: 1951-1952

#### Competizioni internazionali
- Coppa Mitropa: 2

Vörös Lobogó: 1955
MTK:1963